# Грецька торговельна діаспора
Ця стаття присвячена історії Грецької діаспори від XIV до XIX століть.

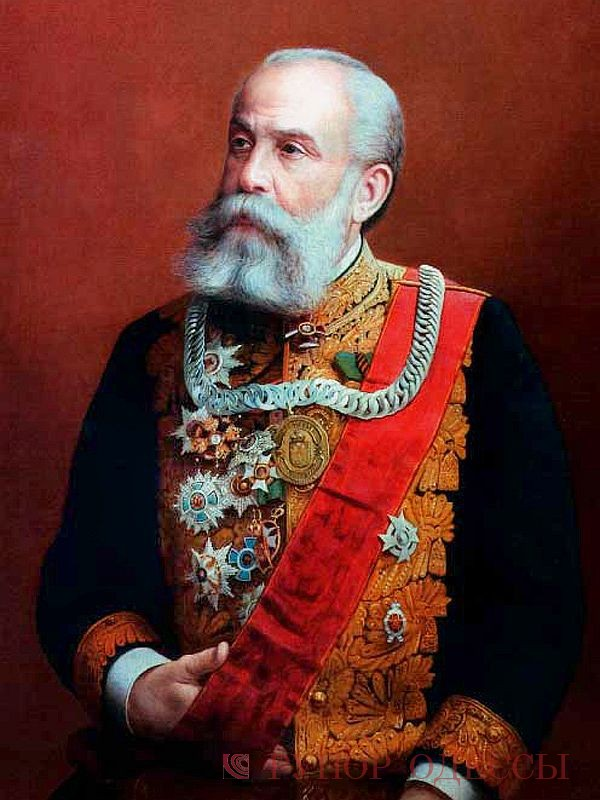
Григорій Маразлі, одеський міський голова, підприємець, мільйонер, грецький патріот та філантроп

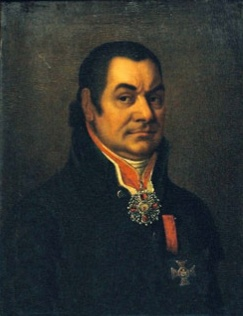
Іван Варваци, член «Філікі Етерії», меценат, активний учасник Грецької національно-визвольної революції

Грецька торговельна діаспора — термін, яким позначають грецьку діаспору в період бурхливої еміграції греків з батьківщини від XIV до XIX століть, коли представників усіх соціальних верств, що виїжджали з Греції, ставали переважно купцями чи власниками магазинів.
У країні розселення грецька діаспора характеризувалася такою постійною ознакою, як активність у торговельній та культурно-просвітницькій діяльності. Сприятливі умови для здійснення торговельних операцій (природні підприємницькі здібності греків та різні привілеї з боку іноземних урядів) стимулювали накопичення капіталів, сприяли заснуванню торговельних домів та розквіту грецьких громад. Фінансові можливості грецьких комерсантів створили основу для культурно-просвітницької та благодійної діяльності.
Протягом розглянутого періоду грецька діаспора відігравала важливу роль у формуванні національної самосвідомості та самоідентифікації греків. Греки діаспори не тільки виступали за збереження своєї національної культури, традицій і самосвідомості в рамках грецьких громад, але й передавали значні суми грошей на поширення освіти в Греції. Тільки так — своїми власними капіталами греки могли надати допомогу своїм співвітчизникам, що залишалися під владою турків. Таким чином, завдяки активній економічній і суспільній діяльності греків — членів торгових громад грецька діаспора відчувала себе органічною частиною єдиної нації.

## Початки і загальна характеристика грецької діаспори
Грецька еміграція на Захід почалася ще до 1453 року — року падіння Константинополя, а саме в останньому десятилітті XIV століття, коли загроза нападу турків-османів на Візантію ставала все реальнішою. В десятиліття до й після 1453 року рух переселення набув таких розмірів, що перебування греків поза межами свого етнічного середовища стали називати діаспорою. Еміграція продовжувалася протягом усього періоду турецького панування. Колонії, засновані греками-переселенцями в Західній і Центральній Європі, складалися з представників усіх соціальних верств — інтелігенції, дипломатів, видавців, купців, ремісників, артистів, священників, найманих робітників й солдат. Проте, попри такий різноманітний професійний склад, на новому місці всі вони ставали купцями чи власниками магазинів. Головною причиною створення нових колоній, що виникли наприкінці XVIII — на початку XIX століть, стала торгівля; еміграція на цьому етапі носила здебільшого комерційний характер. У результаті на початку XIX століття грецькі торговельні колонії існували в країнах Західної та Центральної Європи, на півночі Балкан і в Південній Росії — теперішній Україні. Греки дісталися до Єгипту, Індії та навіть Америки. Ці колонії одержали розвиток після Грецької революції 1821 року.
Перебуваючи в чужій країні, грецькі переселенці, як правило, не припиняли контакту зі своїми співвітчизниками, селилися компактно й об'єднувалися в громади подібно самокерованим громадам у самій Греції зі своїми храмами, священиками, школами, лікарнями, друкарнями. Громади мали статут, за яким визначалися права й обов'язки їхніх членів, наприклад, перераховувати певні суми грошей на підтримку церкви, школи, лікарні тощо. Ці гроші надходили у вигляді податку на ввезені товари чи товари, що вивозились грецькими торговцями. Об'єднання в громади було дуже важливим явищем в історії греків діаспори, оскільки вони навчалися самоврядуванню й самостійному прийняттю рішень, ці організаційні центри пізніше виявилися корисними під час підготовки Грецької революції 1821 року, а також дозволили зберегти своє етнічне середовище й грецька релігію. Єдине, що об'єднувало усіх колоністів, — любов до їх першої батьківщини й освіти.
Найчисленнішими були грецькі торговельні колонії в Нідерландах, Австрійській імперії й Італії. Переселенці відкривали комерційні підприємства і, використовуючи місцеві можливості, здійснювали велику частину зовнішньої торгівлі тих країн, що прийняли їх: наприклад, у Венеції з давньою процвітаючою грецькою колонією чи в Амстердамі, де в 1730 році грекам, євреям і вірменам були надані такі ж торговельні привілеї, як і голландським підданим. З цього часу іноземні купці замінили голландців у торгівлі Леванта, й Амстердам став основною базою грецьких купців у Західній Європі. Саме ці колонії відіграли найважливішу роль у розвитку національної свідомості греків.

## Грецька діаспора в країнах Західної Європи 18-19 століть

### Нідерланди
На початку XIX століття у Нідерландах постійно проживало майже 100 грецьких купців. Серед них відомі своєю просвітницькою і благодійною діяльністю Іоанніс Прінгос, Дімітріос Халкургідіс і Дімітріос Папатанасіу. Згідно з «Амстердамським літописом» у 1755 році, грецької церкви в цьому місті не було. Для відправлення релігійних обрядів запрошувалися священики з Ізміра, всі витрати з їх проживання в Амстердамі брали на себе місцеві торговці. Пізніше тут було побудовано невеликий православний храм.
Окремо слід згадати про культурно-просвітницьку діяльність самого автора «Амстердамського літопису» Іоанніса Прінгоса. 1740 року молодим він виїхав із Загори до Ізміра, а звідти в 1755 році — до Амстердама, де займався торгівлею. Купець із Загори піклувався про кожного грека-колоніста, про процвітання його малої батьківщини, про розвиток освіти серед грецької молоді. Іоанніс Прінгос купував велику кількість книг, складав їх у шухляди; з огляду на труднощі сполучення в той час, він вантажив їх на судна, що вирушали до Леванта, й через Ізмір надсилав до Загори, де була заснована бібліотека. У супровідному листі від 1762 року він зазначав:
| «Шухляди, як вони є, ставте одну на одну, щоб вийшла невелика бібліотека для користі й процвітання молоді моєї батьківщини, де по цих філософських, історичних і релігійних книгах викладають у всіх школах предмети як для греків, так і для всіх націй Європи, і нехай вони підуть на користь, оскільки в цьому мета мого послання — на благо нації». |

### Італія
Ще в середині століття поселення грецьких купців існували в містах Італії: Венеції, Анконі, Ліворно. У XVIII столітті багато греків-купців оселилися в Неаполітанському королівстві. За свідченням Г. Л. Арша, загальна кількість греків, які проживали в XVIII столітті в італійських містах, становила майже 7 тисяч осіб. У другій половині XVIII століття Венеція втратила свою економічну й політичну могутність, проте не перестала бути великим освітнім центром греків, і в XIX столітті багаті торговці продовжували підтримувати грецьку громаду і сприяти культурному й національному відродженню греків.
Грецькі друкарні Глікіса, Саросу, Феодосіу й італійця Антонія Вортолі постачали головним чином релігійну, а також філософську, художню, історичну літературу й інші видання греків Османської імперії і закордонних колоній. Ці видання, що значною мірою вплинули на самосвідомість греків, збагатили грецькі й іноземні бібліотеки, а також церкви і монастирі. У Венеції вперше були опубліковані грецькою мовою повне зібрання творів Платона й Біблії. У другій половині XVIII століття тільки в друкарні Глікіса було випущено близько 400 видань. За період з 1802 по 1820 років вийшли ще 453 нові книги.
Кошти на видання книг Глікіса й інших друкарень надходили від грецьких громад. Громада грецьких купців Ліворно покрила видатки на друкування «Короткої історії Греції» (1807) Грігоріоса Паліурітіса. 90 видань Глікіса профінансували янінські купці-брати Анастасіос, Ніколаос, Зоіс та Михайло Зосімас.
На кошти грецької громади Венеції відкривалися школи, 1665 року заснований вищий навчальний заклад — гімназія Флангініано, що проіснувала до 1795 року. Багатий купець родом з Керкіри Фома Флангініс залишив за заповітом значну суму грошей на заснування гімназії, що відіграла важливу роль у розвитку новогрецької освіти. З інших греків Венеції, що жертвували великі суми грошей на розвиток освіти, нам відомий Еммануїл Глізуніос, що передав 1.000 дукатів на заснування школи на Хіосі; Манос Гіонмас з Яніни, що побудував вищу духовну семінарію в Яніні; Спірідон Різос, що заснував на свої кошти школу в селі Лаку північного Епіра. Грецька громада Венеції надавала матеріальну підтримку не тільки новим школам, але й тим, що вже існували в Греції.
До сфери діяльності грецької громади Венеції входило також відкриття лікарні й притулку для бідних, заснування бібліотеки і музею. Багаті купці давали придане бідним дівчатам на весілля.
Торговельна колонія греків Ліворно створилася пізніше, ніж у Венеції, і була нечисленною. Проте її члени — багаті грецькі судновласники і купці — в будь-який спосіб допомагали нації. На їхні кошти була побудована лікарня Святого Антонія, притулок для бідних і в 1760 р. собор Святої Трійці. Щоб утримувати собор і тільки-но відкриту школу, 11 грудня 1764 року грецькі купці Ліворно Хрістос Боніс, Іоанніс Бецос, Іоанніс Вретос, Хрістодулос Костакіс, Георгіос Ламбру, Евангелос Адамопулос, Спірідон Захаріу й Іоанніс Захаріу домовилися між собою перераховувати громаді мито, що становило четверту частину вартості товарів, ввезених ними з Леванта. У 1775 році міською радою Ліворно ухвалений Статут грецької громади, що надавав грекам ряд привілеїв і право мати свої органи управління. 7-й розділ Статуту визначав фінансові питання громади. Товари, ввезені з Леванта, обкладалися митом: 0,25% від їхньої загальної вартості, а ті, що вивозились, — 0,125% (після прийняття Статуту це правило стало офіційним). Митом також обкладалися поштучно всі транзитні товари, а з кожного грецького судна стягувався щорічний внесок 1 чекіні (венеціанська монета XVIII століття).
1788 року грецька громада Ліворно виплачувала стипендії бідним студентам із Греції для навчання медицини, математики, мистецтва в європейських університетах. Остання стипендія була видана в 1822 р., після цього громада передавала гроші на витрати Грецької революції 1821 р. 1804 року в Ліворно грецькою громадою була заснована школа Елліномусіо, що проіснувала до 1837 року. Рішення про відкриття школи було прийнято ще в 1775 році. На її будівництво членами громади було пожертвувано 62 чекіні. Керуючими цією школою були купці Михайло Зосімас і Панайотіс Палліс.
Окремо відзначимо внесок купців Зосімадів (часто їх називають Зосіми чи Зосима) родом з Яніни в культурне відродження нації. Зосімадів було шість братів (Анастасіос, Зоіс, Феодосіос, Іоанніс, Ніколаос і Михайло). Феодосіос, Ніколаос і Михайло оселилися в Ліворно, а троє інших — спочатку в Ніжині. Ці два грецьких центри стали опорними пунктами їхніх торговельних операцій. Торговельний дім Зосімадів процвітав, проте в 1793 р. після смерті одного з братів (Феодосіоса) фірма майже цілком припинила свою комерційну діяльність і до 1842 року, коли вмер останній Зосімас, брати передавали величезні суми грошей на добродійність і поширення освіти. Зосімадіси відкривали школи, притулки для бідних, лікарні, допомагали студентам отримувати освіту, підтримували різні видавницькі проєкти (найбільший з них — «Грецька бібліотека» — історична серія, що видавалася з 1804 по 1814 р. у Парижі з ініціативи грецького просвітителя Адамантіоса Кораіса). Також Зосімадіси надавали матеріальну допомогу й російським науковим товариствам і навчальним закладам. Діяльність братів Зосімадіс була високо оцінена грецьким і російським урядами. В Історичному архіві Міністерства закордонних справ Греції зберігається документ, у якому «Грецьке королівство висловлює подяку пану Ніколаосу Зосімаду з міста Ніжина (Україна) за надсилання книг у дарунок нації».

### Австрійська імперія
У першій половині XVIII століття велика кількість греків з Македонії прибула в австрійські володіння. Місцеві влади надали переселенцям безліч привілеїв, що сприяло активізації комерційної діяльності греків. Вони не тільки здійснювали зовнішню торгівлю Австрії з Османською імперією, але разом із сербами, вірменами і євреями контролювали внутрішню торгівлю Угорщини, Воєводини, Хорватії, Славонії і частини Трансильванії та Моравії. Стурбована цим, австрійська влада видала ряд декретів, за якими роздрібна торгівля в австрійських володіннях дозволялася тільки габсбурзьким підданим. Тому греки приймали австрійське підданство, що надавало їм право вільно торгувати з Османською імперією. На початку XIX століття число греків в Австрійській імперії досягло 90 тисяч осіб. Серед них переважали багаті купці і банкіри з щорічним доходом 150.000 голландських флоринів.
Грецька торговельна колонія Відня була не тільки економічно процвітаючою, але й однією з найбільших просвітницьких центрів греків, де зароджувалися ідеї про майбутнє звільнення нації. У Відні створилися дві грецьких громади, об'єднані кожна навколо своєї церкви. У 1783 році громадою греків підданих Османської імперії була побудована церква Святого Георгія і пізніше, на кошти банкіра Сімоноса Сінаса і купця Стергіоса Думбаса — церква Святої Трійці для греків, що прийняли австрійське підданство. У 1802 року греки, австрійські піддані, почали будівництво грецької початкової школи. Щорічно на шкільні витрати перераховувалось 1.000 флоринів з торговельного дому Накосів.

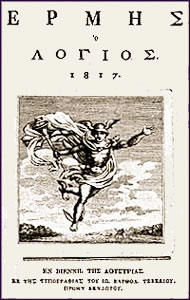
«Ерміс о логіос» видання 1817 року

Греки Відня жертвували значні суми грошей на видавництво книг рідною мовою. Грецька бібліографія того часу поповнилася цінними працями, виданими у Відні. 1791 року у грецькій друкарні Маркідоса Пуліоса вийшла перша грецька газета «Ефімеріс», яка знайомила співвітчизників з ідеями Великої французької революції і згодом стала предметом гонінь з боку Порти. З 1811 по 1820 роки у Відні виходив журнал «Ерміс о логіос» (Учений Гермес), що зіграв визначну роль в ідеологічній підготовці Грецької революції 1821 року. З середовища грецьких купців патріотів і вчених вийшов перший грецький революціонер Рігас Велестінліс, що розвивав ідею створення на Балканському півострові й у Малій Азії унітарної демократичної держави Грецької Республіки (див. Енозіс).

#### Угорщина
Велику роль у розвитку національної самосвідомості відіграли грецькі громади Угорщини. У XVIII ст. греки проживали в 54 угорських містах. Велика грецька громада склалася в містечку Токай, де македонці створили компанію з продажу вина, очолювану в 1769 році Іоаннісом Кондісом. Греки Пешта торгували сільськогосподарською продукцією і ремісничими виробами. У Комарно проживало багато торговців зерновими. Літні багаті люди прийняли австрійське підданство, оскільки нажите майно пов'язувало їх з місцем проживання, і тільки в такий спосіб вони могли зберегти його. Молоді залишалися османськими підданими.
У 1795 р. в Угорщині нараховувалося 17 грецьких шкіл. У грецькій школі Пешта викладали давньогрецьку, латинську, німецьку мови, філософію, риторику, церковну музику, а також математику й географію. Школа існувала за рахунок фінансової підтримки грецьких торговців.
У друкарнях Угорщини на кошти грецьких громад видавалися книги новогрецькою мовою. Розвиток друкованої справи йшов паралельно з відкриттям шкіл і церков, оскільки служив тим же релігійним, національним і освітнім цілям. В університетській друкарні Буди й друкарні Траттнер і Каролі в Пешті, відомої більше як Грецька друкарня, видавали псалтирі, підручники з граматики, словники, наукові праці з астрономії, геометрії, фізики, історії тощо.
Великі суми грошей для друкування книг в університетській друкарні Буди передали багаті купці родом з Касторії Дімітріос Сакелларіос і його брат Константінос. Під час турецького панування книги були сполучною ланкою між греками, розкиданими як по Османській імперії, так і по численних закордонних колоніях. Книги сприяли формуванню національної самосвідомості й готували політичне звільнення греків. Тому недивно, що всі надруковані книги розкуповувалися. Греки вважали захист грецької книги справою національної важливості й купували сотні томів у найдорожчих грецьких видавництвах.
Багато грецьких купців Угорщини зібрали великі колекції книг і рукописів, які, як правило, заповідали національним бібліотекам Греції чи Угорщини або передавали грецьким громадам. Відповідно до документа з Історичного архіву Міністерства закордонних справ Греції, бібліотека Константіноса Сакелларіоса була перевезена в Грецію. Найцінніша колекція того часу — бібліотека купця Георгіоса Завіраса, що нараховувала понад 500 найменувань, — збереглася майже цілком і знаходиться зараз у володінні грецької громади Пешта Про самого Георгіоса Завіраса відомо, що він народився в містечку Сіатіста Македонії в 1744 році. Більше сорока років він провів в Угорщині. Паралельно з торгівлею він займався науками — багато читав, писав, перекладав наукові праці. Йому належить 15 власних творів і 19 перекладів новогрецькою мовою. Метою Георгіоса Завіраса як перекладача було перекласти грецькою мовою ці праці, щоб греки не забували рідної мови в чужій країні.

## Грецька діаспора в Україні і Росії

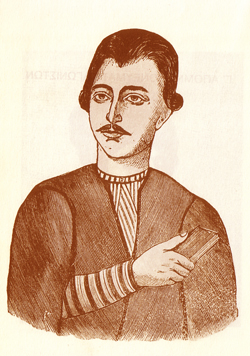
Еммануїл Ксантос — ідейний провідник товариства «Філікі Етерія»

Великий внесок у національне й культурне відродження своїх співвітчизників внесли грецькі купці, що переселилися в Росію й Україну. Еміграція греків до російських міст почалася також, як і в італійські, у період середньовіччя. У Києві, Ніжині, Львові й Харкові заснування грецьких колоній датується кінцем XVI — початком XVII століть.
Нові великі грецькі колонії склалися в останній чверті XVIII — початку XIX століття на півдні Росії й в Україні. Іноземні колоністи користувалися тут різними пільгами, наданими їм російським урядом, зацікавленим у заселенні південних провінцій Росії. Після російсько-турецької війни 1768–1774 років і підписання Кючук-Кайнарджійської мирної угоди російський південь заселили греки Егейських островів, узбережжя Малої Азії та Понта. На нових землях вони займалися підприємницькою діяльністю і виявилися в кращому стані, ніж відповідні категорії російського населення. Розширення території Російської держави до узбережжя Чорного моря викликало інтерес у торговців, які мали свої підприємства в Центральній Росії. Купці Москви й Ніжина перенесли частину своєї діяльності в нові області Південної Росії або України — Херсон, Таганрог, Севастополь, Сімферополь, Маріуполь, Миколаїв і пізніше в Одесу.
Грецька громада Одеси була найбільш процвітаючою з власними церквами, навчальними закладами, клубами. Греки були першими поселенцями Одеси, проте в цілому їх було небагато. Вони переважали чисельно серед іноземних судновласників, купців, банкірів міста. У 1800 р. в Одесі було 4 грецьких купці 1-ї гільдії, 19 — 2-ї, 11 — 3-ї, а в 1807 р. купців 1-ї гільдії було 12. З початку XIX століття грецькі торговці Одеси займалися переважно зовнішньою торгівлею і мореплаванням. Загалом на півдні Росії як у торгівлі, так і в судноплавстві головну роль відігравали греки.
Відомо, що грецька школа існувала в Одесі ще в 1794 році. Збільшення кількості освітніх закладів вважалося справою першої необхідності для грецької діаспори. У 1800 році була відкрита нова школа. У 1811 року в Одесі існували дві приватні грецькі школи. У 1817 р. за сприянням генерал-губернатора Новоросійського краю Олександра Ланжерона було відкрите Грецьке комерційне училище, яке стало центром новогрецької освіти Південної Росії. Метою створення училища було викладання рідної мови дітям греків Одеси, ознайомлення з культурною спадщиною їхніх предків, з історичним минулим, одержання економічних знань і виховання патріотизму. Кошти на його функціонування надходили від грецьких купців, в 1867 р. училище було закрите.

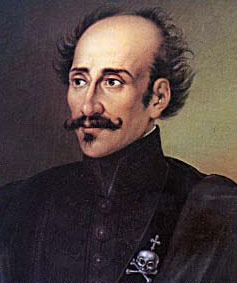
Олександр Іпсіланті — офіцер російської служби, очолив повстання грецьких патріотів, за яким почалась Грецька революція

Грецькі школи Одеси сприяли формуванню національної самосвідомості греків, вони стали центрами ідеологічної підготовки звільнення від турецького панування. Як тільки почалося повстання Олександра Іпсіланті в Молдавії та Валахії, учні залишили парти й пішли боротися проти ворога. Священний батальйон, що боровся з турками у Валахії, був сформований здебільшого з грецької молоді Росії й України. Грецькі школи були відкриті й в інших російських та українських містах, де існували грецькі торговельні громади: у містах Рені, Кишиневі, Сімферополі, Ніжині, Маріуполі.
Підручники для шкіл спочатку привозили з Відня, Москви, Венеції, а в 1818 році з ініціативи місцевих купців в Одесі була заснована приватна друкарня. Тут виходила художня і навчальна література, твори з економіки й мистецтва грецькою, російською, французькою мовами. У 1827 році була відкрита друкарня при Грецькому комерційному училищі, в якій друкували підручники з граматики, хрестоматії, переклади древніх авторів. Приклад грецьких купців Одеси надихнув і торговців інших грецьких громад Південної Росії. Друкарні були відкриті в Севастополі, Керчі, Феодосії та інших містах.
Грецькі купці Одеси виявляли турботу не тільки про місто, в якому вони жили, але й про свою першу батьківщину. На їхні кошти відкривалися школи в різних грецьких містах, виходили підручники, передавалися гроші на видання журналу «Ерміс о Логіос», надавалася допомога молодим грекам в одержанні освіти в Європі. Великим патріотизмом вирізнявся купець з Яніни Зоіс Капланіс. Він прибув до Росії в 1768 р. Весь свій нажитий у Росії за 38 років капітал він пожертвував на поширення освіти в Греції. Цінні послуги нації зробили московські купці, також уродженці Яніни, брати Манфос і Георгіос Різаріси. Їм належить ідея створення в Епірі жіночої гімназії. Особливого значення брати Різаріси надавали підготовці священнослужителів і збереженню та зміцненню православної релігії.
Активну просвітницьку й благодійну діяльність проводив купець Іоанніс Варвакіс родом з острова Псара. Спочатку він оселився в Астрахані, де нажив величезний статок на торгівлі ікрою. На його гроші були побудовані монастирі, лікарні, суспільні споруди в Росії і Греції. 1.000.000 карбованців було передано ним на розвиток освіти в Греції: 700.000 крб. — на будівництво ліцею в Афінах (нині знаний як Школа Варвакіос), 300.000 крб. — для грецької школи в Аргосі, 100.000 карбованців — на придбання книг.
Громадський діяч, підприємець-мільйонер, одеський голова Григорій Маразлі побудував школи в Філіппополі (сучасний Пловдив), Константинополі, в Афінах — учительський інститут, комерційну академію та акваріум (перші пізніше увійшли до складу Афінського університету економіки та бізнесу). Крім того передав в дар Афінам 40 полотен із власного приватного зібрання картин. В Салоніках побудував Маразліївській грецький комерційний ліцей, в якому нині розташовується один з факультетів Університету Аристотеля. На острові Керкіра, на прохання його мешканців, відкрив сирітський будинок і видав на його первісне утримання 130 тисяч драхм. Також у столиці Греції Григорій Маразлі налагодив видання грецькою мовою творів російських класиків, які перекладались та готувались до друку в Одесі.
Г. Л. Арш відзначає, що з усіх європейських країн у Росії були найсприятливіші умови для життя й діяльності грецьких переселенців. Цим автор пояснює появу в 1814 році саме на півдні Російської імперії, а саме в Одесі, таємної патріотичної організації «Філікі Етерія» («Товариство друзів»), що відіграла важливу роль у національно-визвольній боротьбі проти турецького панування. Цю точку зору поділяють й інші дослідники. Організацію заснували три товариші Ніколаос Скуфас, Еммануїл Ксантос і Афанасій Цакалоф
Крім цього, вдале географічне положення Одеси полегшувало зв'язок засновників і членів товариства з грецькими колоніями Росії, придунайських князівств, Австрії і міст Італії.

## Грецька діаспора в Румунії і Сербії
Сприятливі умови для грецьких колоністів склалися також в Молдавії і Валахії, де фанаріоти (грецька торговельно-грошова аристократія), що правили у цих князівствах з 1711 року, робили заступництво своїм співвітчизникам. Саме фанаріоти відігравали важливу роль у розвитку освіти у дунайських князівствах. Грецькі купці, що переселилися в Молдавію і Валахію на початку XVIII століть, також займалися просвітительською і національно-патріотичною діяльністю. Головними центрами грецької освіти в дунайських князівствах були великі міста Брашов і Сібіу. У Брашові грецька школа (1762–1908) була створена на кошти, заповідані янінським купцем Панайотісом Хаджинікосом. Періодично значні суми грошей для школи Брашова передавали купці Дімітріос Дмитрика, родом з Віцані Аргірокастру (Епір), що оселився в Брашові близько 1770 року, і австрійський підданий Іоанніс Діамантіс Карол родом з Яніни. У грецьких школах Брашова і Сібіу навчалися діти місцевих торговців і молодь з Греції.
У Сербії греки селилися уздовж торгового шляху з містечка Земліно до Відня. Основним заняттям переселенців тут, як і в інших країнах, була торгівля. За свідченням сербського вченого Руварача, місцевий ринок складався більшою мірою з греків, ніж із сербів. Просвітницька діяльність грецьких громад Сербії й інших югославських країн була настільки активною, що грецька мова й освіта були широко поширені і серед вищих верств сербського суспільства. Відомою була грецька школа в Земліно. Підручники для цієї школи були надруковані у Венеції на кошти греків Сербії.

## Інші європейські країни
Чим далі від Стамбулу та Сходу прямували грецькі емігранти, тим менш численними й більш ізольованими були їх поселення. Так, менші за розміром колонії були створені в Англії, Франції, Польщі. Наприкінці XVIII століття торгові колонії греків існували на всьому узбережжі Середземного моря, на Мальті, в Лісабоні, у 1743 р. греки добралися до Менорки.
Багато греків відвідувало Францію, але постійно проживало тут на початку XIX століття близько 50 чоловік. Дві грецькі купецькі фірми функціонували в Марселі. Греки Франції вели активну просвітницьку діяльність, особливо під час перебування в Парижі Адамантіоса Кораіса. Відомості про грецьку торговельну колонію Англії за XVIII століття неповні. Відомо, що там проживало небагато торговців родзинок, які вони ввозили через Закінф і Кефалінію з Пелопоннесу.
Після Грецької революції 1821 року культурно-просвітницька й благодійна діяльність грецької діаспори не припинилася. Частина Греції залишалася ще під владою Османської імперії. На зміну турецьким правителям прийшли нові європейські династії. Тому наснага, викликана Грецькою революцією 1821 р., не зникла, і боротьба за національне визволення продовжувалася.